# Довер (Флорида)
Довер (енгл. Dover) насељено је место без административног статуса у америчкој савезној држави Флорида.

## Демографија
По попису из 2010. године број становника је 3.702, што је 904 (32,3%) становника више него 2000. године.
| Група             | 2000.         | 2010.         |
| Белци             | 1.317 (47,1%) | 1.093 (29,5%) |
| Афроамериканци    | 12 (0,4%)     | 83 (2,2%)     |
| Азијати           | 17 (0,6%)     | 9 (0,2%)      |
| Хиспаноамериканци | 1.423 (50,9%) | 2.513 (67,9%) |
| Укупно            | 2.798         | 3.702         |